# Louis Antoine Debrauz de Saldapenna
Chevalier Louis Antoine Debrauz de Saldapenna (geboren 2. Juni 1811 in Triest, Kaisertum Österreich; gestorben 18. Januar 1871 in Paris; eigentlich Alois Anton Dobrauz (slowenisch: Dobravec) Ritter di Saldapenna) war ein österreichischer Geheimdiplomat, Journalist, Herausgeber und Eigentümer des Mémorial diplomatique, ein führender Statistiker seiner Zeit und Autor zahlreicher Bücher zu politischen, juristischen und finanzwirtschaftlichen Themen.

## Leben

### Herkunft und Ausbildung: Von Triest nach Paris (1811–1838)
Louise Antoine Debrauz de Saldapenna wurde am 2. Juni 1811 unter dem Namen Alois Anton Dobrauz (slowenisch: Alojz Dobravec) als Sohn des Unternehmers Luca Dobrauz und seiner Ehefrau Marie geboren.
Alois Dobrauz besuchte zunächst das Gymnasium in Laibach und nach der Matura die philosophischen Kollegien zu Mailand. Dann nahm er das Studium der Rechtswissenschaften auf, das ihn nach Graz, Wien, Pavia und Paris führte. An der Universität Pavia wurde er am 18. November 1833 im dritten Jahr seiner Studien unter dem Namen Luigi Dobrauz aus Triest immatrikuliert.
Nach erlangter Doktorswürde trat er beim Zivil und Kriminalgericht in Mailand in den Staatsdienst, welchen er aber schon 1837 wieder verließ, nachdem seine Frau Christine Ponthieure de Berlaere, die er im Jahr zuvor geheiratet hatte, im Kindbett verstorben war, als sie Zwillinge zur Welt brachte. Seine beiden Söhne Franz und Joseph Dobrauz wurde von den Großeltern in Laibach aufgezogen, während Alois die Italienische Halbinsel bereiste, für einige Zeit in Rom und Neapel lebte und sich schließlich entschloss, zunächst eine publizistische Laufbahn einzuschlagen und in Hinblick auf eine mögliche diplomatische Karriere sein Französisch zu perfektionieren, wozu er seinen Wohnsitz in Paris nahm. Am 21. Juni 1838 heiratete er in Paris ein zweites Mal, nämlich Denise Eugénie de Sigfeld, die Tochter eines hohen napoleonischen Offiziers und Ritters der Ehrenlegion.
Zu dieser Zeit begann er auch seinen Namen französisch aussprechen zu lassen. Aus Alois Anton wurde Louis Antoine und aus Dobrauz wurde Debrauz.

### Journalist und Publizist in Paris. Teil I (1838–1848)
Louis Debrauz widmete sich nunmehr gänzlich dem Schreiben und begann seine Tätigkeit für eine Reihe namhafter, durchwegs konservativer Journale und Zeitungen. So war er ab 1838 als Journalist und Redakteur für das von Émile de Girardin im Jahre 1836 gegründete Journal La Presse tätig, schrieb aber auch für die Augsburger Allgemeine Zeitung den Wiener Lloyd und die Londoner Morning Post, als deren Pariser Korrespondent.
1842 veröffentlichte er als Antwort auf die damals in Frankreich viel diskutierte Frage der Regentschaft im Gefolge des unerwarteten Todes des Thronfolgers Ferdinand Philippe d’Orléans, duc de Chartres das Buch La Question de la régence, exposée d’après les principes du droit et les usages des États constitutionnels de l’Europe und trat im gleichen Jahr in seinem Buch Guizot et Lamartine für die Sache seines Freundes Alphonse de Lamartine ein. Im Jahre 1845 publizierte er das Buch L’Enseignement supérieur en harmonie avec les besoins de l’État und wurde für seine Verdienste um die Reorganisation der französischen juridischen Fakultäten als Ritter der Ehrenlegion ausgezeichnet. Durch Fürst Felix zu Schwarzenberg wurde er 1849 ermuntert, eine Sammlung seiner im Jahre 1848 verfassten Artikel über die kriegerische Auseinandersetzung zwischen Österreich und Italien unter dem Titel La Question Italianne zu publizieren.

### Staatsdienst und Geheimdiplomatie in der Frage der Donaufürstentümer (1849–1853)
Am 7. März 1849 wurde Alois Debrauz zum kaiserlichen Rat mit der Zuweisung beim Handelsministerium und Verwendung in Paris ernannt. Am 3. Januar 1850 erfolgte seine Beförderung zum Sektionsrat und Kanzleidirektor des österreichischen Generalkonsulates in Paris, welches er fortan für seinen guten Freund Baron James de Rothschild, den damaligen österreichischen Generalkonsul in Paris, leitete. In dieser Funktion führte er zunächst eine Reorganisation des österreichischen Konsularwesens in Frankreich und an der spanischen Küste durch. Im Sommer 1853 bereiste Debrauz an Bord der ihm zur Verfügung gestellten französischen Dampffregatte Newton Spanien, Portugal und Marokko. Die auf dieser Reise gewonnenen Erkenntnisse publizierte er 1854 in den Mittheilungen auf dem Gebiete der Statistik. Anlässlich der Thronbesteigung des französischen Kaisers Napoleon III. veröffentlichte Debrauz 1853 dessen Biographie unter dem Titel Napoléon III, empereur des français: esquisse biographique, wobei er die dafür erforderlichen Informationen von diesem persönlich erhielt. Beginnend mit Herbst 1852 sandte Debrauz aus Paris geheime Berichte an den Reichsratpräsidenten Baron Karl Friedrich von Kübeck, der diese direkt Kaiser Franz Joseph I. vorlegte. Mit Anweisung vom 13. November 1853 genehmigte der österreichische Kaiser diese inoffizielle Berichterstattung. Auf diesem Weg entwickelte Debrauz im Februar 1854 im Auftrag Kaiser Napoleons III. im geheimen Weg dem österreichischen Kaiser die Idee des so genannten Tauschplans, der vorsah, dass Österreich im Gegenzug für eine Aufgabe eines Teiles seiner italienischen Besitzungen die Donaufürstentümer erhalten sollte. Nach Intervention Alexander Graf Hübners, des österreichischen Gesandten in Paris, der in Debrauz einen gefährlichen Rivalen sah, wurde dieser als Doppelagent qualifiziert und 1855 aus dem österreichischen Staatsdienst entlassen.

### Journalist und Publizist in Paris. Teil II (1855–1871)
Auch während seiner Beschäftigung am österreichischen Generalkonsulat war Debrauz weiterhin als Journalist tätig. Ab 1855 intensivierte er seine diesbezüglichen Aktivitäten wieder.
Zusätzlich publizierte er eine Reihe sehr erfolgreicher Bücher. So erschien 1856 Le Traité de Paris du 30 mars, étudié dans ces causes et dans ces effetes, das eine Reihe von diplomatischen Geheimnissen publik machte, sodass das Buch bei seinem Erscheinen reissenden Absatz fand. 1859 folgte mit La paix de Villafranca et les conférences de Zurich das nächste Buch aus der Feder Louis Debrauz’, 1861 Le rachat de la Vénétie est-il une solution? und 1862 Solution de la crise hongroise und La Situation financière de l’Autriche et le plan financier de M. de Plener. 1863 schließlich publizierte Debrauz Organisation administrative des États de l’Église. Mémoire du gouvernement pontifical communiqué par le nonce du Saint-Siège au Cabinet français le 12 janvier 1863.
Seine journalistische Tätigkeit gipfelte 1859 in der Gründung des Pariser Mémorial diplomatique, einer wöchentlich erscheinenden Zeitschrift für Fragen der internationalen Politik, deren Geschicke er bis zu seinem Tod leitete und für die er im Laufe der Jahre hunderte von Artikeln verfasste.

### Sekretär der Internationalen Statistischen Kongresse
In den Jahren 1853, 1855, 1857 und 1860 nahm Debrauz an den Internationalen Statistischen Kongressen in Brüssel, Paris Wien und London teil, wobei er jeweils als Sekretär des Kongresses amtete.

### Erhebung in den Adelsstand (1858)
Am 17. Februar 1858 wurde Dr. Alois Debrauz von Kaiser Franz Joseph I. der Orden der Eisernen Krone III. Klasse verliehen, woraufhin er unter Beigabe des Prädikates di Saldapenna in den erblichen österreichischen Ritterstand erhoben wurde. Alois Debrauz Ritter di Saldapenna nannte sich aber zeit seines Lebens, das er in Paris verbrachte, in französischer Schreibweise Chevalier Louis Antoine Debrauz de Saldapenna, seine in Österreich verbliebenen Nachkommen verwendeten dagegen weiterhin hauptsächlich die deutsche Schreibweise Dobrauz, nach 1867 regelmäßig ohne das Prädikat di Saldapenna.

### Debrauz und die Expedition der Grafen Castellani und Freschi (1859)
1859 koordinierte Louis Antoine Debrauz de Saldapenna in Paris als persönlicher Repräsentant des Erzherzogs Ferdinand Maximilian von Österreich das auch vom damaligen französischen Außenminister Édouard Drouyn de Lhuys unterstützte Vorgehen des lombardo-venezianischen Grafen Castellani gegen den ägyptischen Staat. In der Folge gelang es tatsächlich die unglaubliche Schadenersatzsumme von 700,000 Francs für auf dem Transport von Suez nach Kairo beschädigte, aus China stammende Seidenraupenpuppen zu erhalten.

### Geheimdiplomat zur Vermittlung der mexikanischen Krone (1863)
Der französische Kaiser Napoleon III. wollte in Mexiko ein an Frankreich gekoppeltes Reich begründen und beabsichtigte dazu einen Abkömmling eines führenden, europäischen Herrscherhauses auf dem mexikanischen Thron zu installieren. Seine Wahl fiel auf Erzherzog Ferdinand Maximilian von Österreich. Dies zu kommunizieren und um den Erzherzog zur Annahme zu bewegen, entsandte Napoleon III. 1863 den aus Triest stammenden und mit Maximilian bestens bekannten Debrauz de Saldapenna in geheimer Mission auf dessen Schloss Miramare.

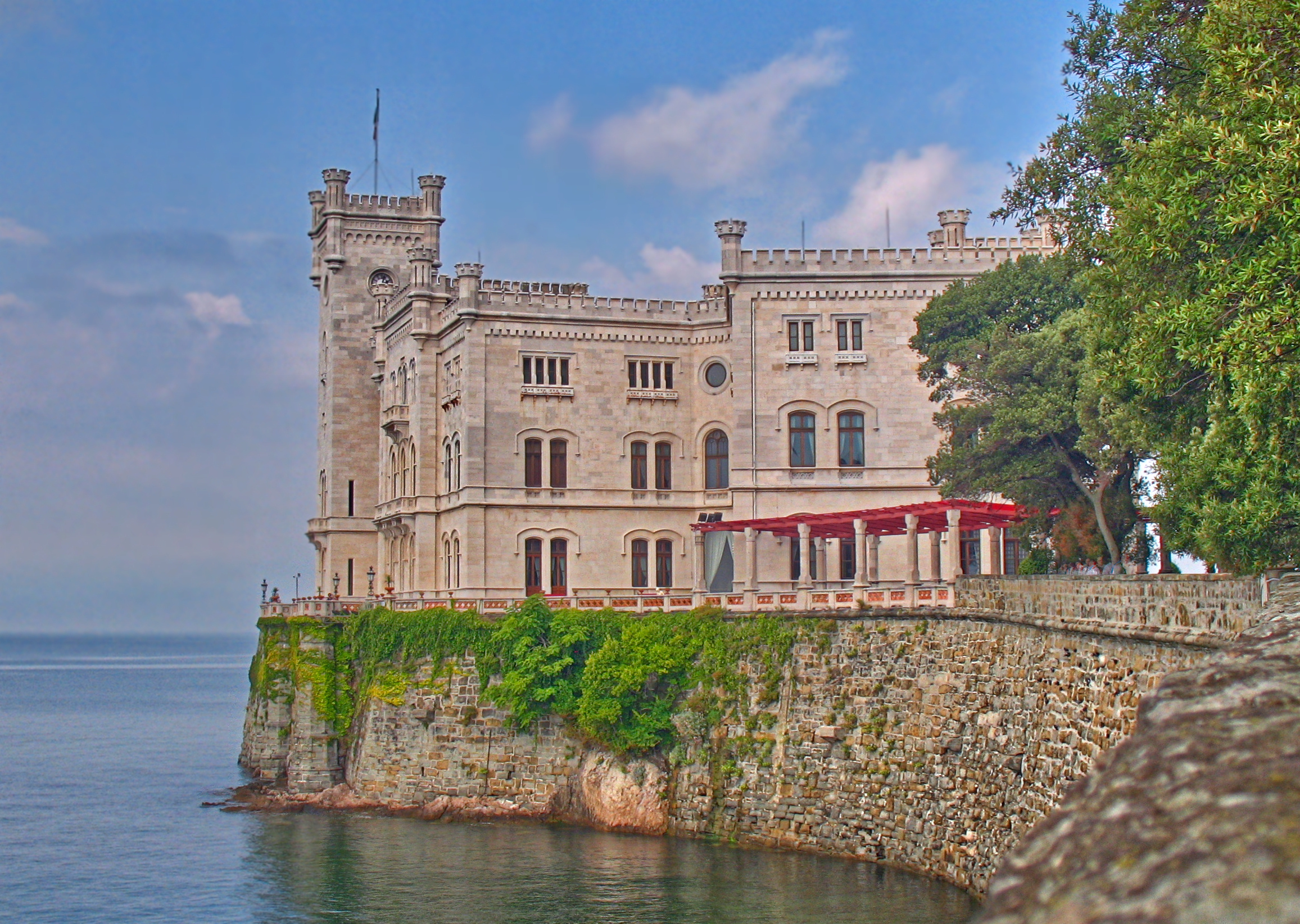
Schloss Miramare

Als im Oktober 1863 die mexikanische Delegation Erzherzog Ferdinand Maximilian von Österreich offiziell auf Schloss Miramare die mexikanische Krone anbot, begleitet Debrauz de Saldapenna dieser Gruppe wiederum und berichtet exklusiv im Mémorial diplomatique.
Nachdem Erzherzog Ferdinand Maximilian von Österreich am 10. April 1864 zum Kaiser von Mexiko ausgerufen worden war, fungierte das Mémorial diplomatique als dessen inoffizielles Sprachrohr in Europa. Auch als die Sache Maximilians längst verloren war und noch nachdem dieser am 19. Juni 1867 bei „Tres Campanas“, Querétaro erschossen worden war, verteidigte ihn Debrauz de Saldapenna mit allen Mitteln. In Österreich jedoch wurde ihm die Mitschuld am Tode des Kaisers gegeben und er zur persona non grata erklärt.

### Der Prozess des Königs von Preußen gegen das Mémorial diplomatique (1866–1867)
Während des Krieges zwischen Preußen und Österreich von 1866 publizierte Debrauz de Saldapenna in enger Zusammenarbeit mit dem damaligen österreichischen Botschafter in Paris, Fürst Richard Klemens von Metternich im Mémorial diplomatique eine Reihe kritischer und gegen Preußen gerichteter Artikel. Als in einem davon behauptet wurde, der König von Preußen habe sich während des Krieges in Böhmen auf den Gütern des Grafen Mensdorff-Pouilly und des Fürsten Lobkowitz persönlich bereichert, brachte dieser über Botschafter Graf Robert von der Goltz Klage wegen „Beleidigung einer ausländischen Majestät vermittels der Presse“ ein. Im viel beachteten Prozess wurden die Interessen des Mémorial diplomatique vom späteren französischen Premierminister Jules Dufaure anwaltlich vertreten.

### Das Mémorial diplomatique und die Lettres espagnoles (1867)
1867 sorgte Louis Antoine Debrauz de Saldapenna für viel Aufsehen in Paris, als er in geheimer Zusammenarbeit mit Juan de Grimaldi und Ramón María Narváez, dem Herzog von Valencia, im Mémorial diplomatique unter dem Titel Lettres espagnoles eine Reihe von Artikeln veröffentlichte, welche die vom bekannten Historiker und ehemaligen französischen Außenminister François Guizot publizierte Darstellung Spaniens und insbesondere der Hintergründe der Heirat von Königin Isabella II. grundlegend widerlegte.
1864 wurde Louis Antoine Debrauz de Saldapenna für seine Verdienste als Officier de l’Ordre de la Légion d’Honneur ausgezeichnet, zusätzlich als Komtur des mexikanischen Guadalupe-Ordens. Er starb am 18. Januar 1871 während der Belagerung von Paris und wurde am Cimetière de Montmartre bestattet.

## Familie
Zu den Nachkommen Louis Antoine Debrauz de Saldapennas zählen unter anderem Johann von Dobrauz, der 1878 als Offizier die Allerhöchste Belobung erhielt, der österreichische Verwaltungsrechtexperte Dr. Karl Dobrauz und der Komponist und Arrangeur Prof. Carl Dobrauz.
Anlässlich des 200. Geburtstages von Louis Antoine Debrauz de Saldapenna veröffentlichte Guenther Dobrauz – ein direkter Nachkomme – unter dem Titel agent obscur eine umfassende Biographie.

## Werke
- La Question de la Régence, exposée d’après les principes du droit et les usages des États constitutionnels de l’Europe. B. Dussillion et compagnie, Paris 1842.
- Guizot et Lamartine, ou la politique du cabinet du 29 oct., jugée par un observateur impartial. B. Dussillion, Paris 1842.
- L’Enseignement supérieur en harmonie avec les besoins de l’État, projet de réorganisation des Facultés de droit en France, précédé d’une Lettre approbative de M. le ministre de l’instruction publique. B. Dussillion, Paris 1845.
- La Question Italianne. Examinée sous le point de vue des intérêts de l’Europe en général, et de la France en particulier; par un observateur impartial. Plon Frères, Paris 1849. Google book
- Napoléon III, empereur des français: esquisse biographique. Plon frères, Paris 1853.
- Darstellung der gewerblichen und commerciellen Zustände Spaniens mit besonderer Rücksicht auf den Verkehr dieses Landes mit Oesterreich. In: Direction der administrativen Statistik im k.k. Handels-Ministerium (Hrsg.) Mittheilungen aus dem Gebiete der Statistik. III. Jahrgang, 3. Heft, k.k. Hof u. Staatsdruckerei, Wien 1854.
- Darstellung der nationalökonomischen Zustände Portugals mit besonderer Rücksicht auf d. Verkehr mit Oesterreich. In: Direction der administrativen Statistik im k.k. Handels-Ministerium (Hrsg.) Mittheilungen aus dem Gebiete der Statistik. III. Jahrgang, 5. Heft, k.k. Hof u. Staatsdruckerei, Wien 1854. Google Buch
- Darstellung der nationalökonomischen Zustände Marokko’s mit besonderer Rücksicht auf d. Verkehr mit Oesterreich. In: Direction der administrativen Statistik im k.k. Handels-Ministerium (Hrsg.) Mittheilungen aus dem Gebiete der Statistik, III. Jahrgang, 6. Heft; k.k. Hof u. Staatsdruckerei, Wien 1854. Google Buch
- Le Traité de Paris du 30 mars, étudié dans ces causes et dans ces effetes. Amyont, Paris 1856.
- La paix de Villafranca et les conférences de Zurich. Amyont, Paris 1859. Google Buch
- Le rachat de la Vénétie est-il une solution? Amyot, Paris 1861. Google Buch
- La Situation financière de l’Autriche et le plan financier de M. de Plener. Amyot, Paris 1862.
- Solution de la crise hongroise. Amyot, Paris 1862. Google Buch
- Organisation administrative des états de l’église. Amyot, Paris 1863. Google Buch